# Antonio Escribano Zafra
Antonio Escribano Zafra (Córdoba, 1 de abril de 1950) es un médico español, especialista tanto en endocrinología y nutrición como en medicina deportiva. Es Catedrático de Nutrición Deportiva por la Universidad Católica de Murcia (UCAM), profesor del Grado de Nutrición humana y Dietética en la Universidad de Navarra y profesor de Fisiología de la Universidad de Sevilla, actividad que combina con el ejercicio de la medicina en sus consultas de Córdoba y Sevilla. En 2017 fue galardonado con el Premio Nacional de medicina deportiva y en diciembre de este mismo año fue investido doctor honoris causa por la Universidad San Ignacio Loyola (USIL) de Lima (Perú), distinción en reconocimiento a sus aportaciones en el campo de la endocrinología, nutrición y medicina deportiva.
Es colaborador y asesor habitual de clubes e instituciones deportivas así como distintos deportistas de élite a nivel individual, especialmente futbolistas, tenistas, atletas y baloncestistas.
Actualmente dirige la unidad de nutrición, metabolismo y obesidad en Clínica El Brillante, donde brinda atención personalizada y multidisciplinaria para el tratamiento y prevención de la obesidad y otras enfermedades crónicas relacionadas con la nutrición.

## Tesis doctoral
Su tesis doctoral llevó por título Efecto de la estimulación eléctrica periférica sobre la evolución del dolor lumbar. Leída en la Universidad de Sevilla en 1990, entre los miembros del tribunal se encontraba como vocal el doctor Juan Ribas.

## Medicina deportiva

### Inicios en atletismo y ciclismo
A comienzos de la década de 1980 empezó a trabajar en el mundo del atletismo, especialmente en lo relacionado con la maratón, al tiempo que ejercía de profesor de fisiología del deporte en la universidad. En 1986 se inició en el ámbito del ciclismo.

### Fútbol
Se incorporó como asesor médico del Sevilla FC a mediados de la temporada 2003/04, a petición del jefe de los servicios médicos del club hispalense, Juan Ribas, quien le pidió que reestructurara la alimentación de la plantilla. Sus dos primeras temporadas fueron también las dos últimas de Joaquín Caparrós en el banquillo, y coincidieron con el regreso del Sevilla a competiciones europeas, ya que terminó sexto en la Liga en ambas temporadas, clasificándose así para la Copa de la UEFA.
El club contrató entonces a Juande Ramos como nuevo entrenador. Durante esos años el Sevilla logró importantes éxitos: dos Copas de la UEFA (2006 y 2007), una Supercopa de Europa (2006), una Copa del Rey (2007), una Supercopa de España (2007) y varias participaciones en la Liga de Campeones, además de ser considerado el mejor equipo del mundo por la IFFHS dos años consecutivos (2006 y 2007).
Coincidiendo con los éxitos del equipo, el propio Escribano alcanzó notoriedad pública, especialmente por unas "papillas" preparadas por él mismo para los futbolistas, quienes debían tomarlas en los descansos de los partidos, así como antes de la prórroga en caso de haberla. A pesar de su nombre, las papillas eran en realidad preparados de consistencia líquida para favorecer su rápida absorción y paso a la sangre, y según su autor contenían productos naturales como frutas, verduras y yogur. El doctor hacía asimismo un seguimiento cada quince días a los jugadores y detallaba a los hoteles en los que se alojaban la dieta que debían seguir. Ante los éxitos del equipo, se popularizó el uso de calificativos como "mágicas" o "milagrosas" al referirse a las papillas del doctor Escribano.
A mitad de la temporada 2007-2008, en noviembre, Juande Ramos abandonó el Sevilla y pasó a dirigir el Tottenham Hotspur inglés, que se encontraba en mitad de la tabla clasificatoria tras haber perdido siete de sus once últimos partidos. Escribano se convirtió en el primer fichaje del técnico en su nueva andadura, colaborando así, desde la parcela de la medicina y nutrición deportiva, a los jugadores del Tottenham Hotspur. El doctor impuso una nueva dieta a los futbolistas, incluyendo una alimentación especial de preparación y recuperación antes y después de los partidos, así como un detallado dossier para los cocineros de los hoteles en los que se alojaban; el propio Escribano se desplazaba una vez a la semana a Londres para hacer un seguimiento a los futbolistas de la plantilla. En enero, apenas dos meses después de su llegada, el equipo ganó la Carling Cup tras golear en la final al Arsenal (5-1). Sin embargo, la relación de Ramos con los jugadores se deterioró y el club empezó la temporada 2008/09 con malos resultados en la Premier League. Finalmente, y tras seis derrotas y solo dos empates en las ocho primeras jornadas, en el peor arranque liguero en la historia del club, Ramos fue despedido por los propietarios del equipo londinense coincidiendo con el aniversario de su llegada al club; junto a él se fue todo su cuerpo técnico.
Ramos pasó posteriormente a entrenar al Real Madrid, donde Escribano ejerció nuevamente como su asesor médico y nutricionista.
Asesoró al Deportivo de La Coruña durante los dos años en los que Joaquín Caparrós dirigió el club gallego: 2005/06 y 2006/07.
Se incorporó como asesor médico del RCD Mallorca para la temporada 2007/08, siendo el entrenador Gregorio Manzano el principal impulsor de su contratación. Además, trabajó también para clubes de Segunda División, como Murcia y Xerez, o el Numancia.
Se incorporó como asesor médico al Getafe CF para la temporada 2007/08; ese año la escuadra getafense llegó a cuartos de final de la Copa de la UEFA en su debut en la competición europea (cayendo ante el Bayern de Múnich en la prórroga) y volvió a disputar la final de la Copa del Rey.
Se incorporó como asesor médico al Real Zaragoza para la temporada 2007/08. A pesar de contar con fichajes importantes, el equipo descendió a Segunda División.
El Athletic Club le contrató, por deseo de su entrenador Joaquín Caparrós, como asesor y colaborador externo desde 2008, según detalló el jefe médico del club, Josean Lekue.
A la llegada al Atlético de Madrid de Manzano para la temporada 2011/12 se convirtió en la primera incorporación del club colchonero por petición del técnico jienense, con quien había coincidido en el Mallorca y el Sevilla; Escribano, que se integró dentro de la estructura dirigida por el jefe médico José María Villalón, trabajaría tanto con el primer equipo como con las categorías inferiores.
Escribano colaboró con el Sevilla FC hasta junio de  2011, cuando decidió desvincularse del equipo por decisión propia.
A finales de 2012 se incorpora a la Real Federación Española de fútbol siendo nombrado director de la Unidad de Nutrición, Metabolismo y Composición Corporal de la RFEF.

### Clubes de fútbol
| Club                             | País       |
| -------------------------------- | ---------- |
| Sevilla Fútbol Club              | España     |
| Xerez Club Deportivo             | España     |
| Real Club Deportivo de La Coruña | España     |
| Athletic Club                    | España     |
| Tottenham Hotspurs               | Inglaterra |
| Real Club Deportivo Mallorca     | España     |
| Real Murcia                      | España     |
| C.D. Numancia                    | España     |
| Getafe C.F.                      | España     |
| Real Zaragoza                    | España     |
| Atlético de Madrid               | España     |
| RFEF                             | España     |

### Baloncesto
En 2007, empezó a trabajar para la Federación Española de Baloncesto, inicialmente para la selección femenina y, posteriormente, también para la masculina.

### Comité Olímpico Español
Desde 2009, es miembro de la Comisión de Nutrición y Hábitos Saludables en el Deporte del Comité Olímpico Español (COE).

### Real Federación Española de Fútbol
A finales de 2012, se incorpora a la Real Federación Española de fútbol siendo nombrado director de la Unidad de Nutrición, Metabolismo y Composición Corporal de la RFEF.

### Real Federación Andaluza de Fútbol
Desde junio de 2016, pertenece a la Junta Directiva de la Real Federación Andaluza de Fútbol (RFAF) como vocal de la Comisión de Salud.

## Otras actividades
Colabora con el programa radiofónico El Larguero de la Cadena SER, teniendo una sección semanal sobre medicina deportiva junto al Doctor José González. También ejerce como conferenciante para multitud de asociaciones, empresas e instituciones.
Colaboró con la película Gordos, en la que supervisó el engorde y posterior adelgazamiento (33 kg) del actor Antonio de la Torre. Ha asesorado asimismo a varios toreros y modelos.
Colabora como asesor científico-médico de la cadena hotelera Barceló Hotels & Resorts donde ha investigado e implantado junto con chefs de la cadena una innovadora y pionera línea gastronómica denominada "Gourmet Saludable".
Colabora con el programa radiofónico El Transistor de Onda Cero, teniendo una sección semanal sobre medicina deportiva junto al Doctor José González.

## Distinciones
En noviembre de 2014 es galardonado con el premio "HDL Colesterol Bueno" que cada año concede la Cofradía del Colesterol de Avilés por la promoción, divulgación y fomento de buenos hábitos alimenticios. La gala de entrega de premios tuvo lugar en el Auditorio de la Casa Municipal de Cultura de Avilés. Previamente se instaló un monolito conmemorativo al premiado en el paseo de la ría de Avilés.

## Polémica sobre su defensa del consumo de carne
Antonio Escribano ha tenido varios posicionamientos públicos que han suscitado controversia. En 2016, se publicaron unas declaraciones donde decía que las dietas 100 % vegetales son "insensatas" en los niños y que "los suplementos y el control no consiguen acabar con todas las carencias". Sus palabras fueron rebatidas en una carta abierta por una pediatra especializada en dietas vegetarianas aportando una amplia documentación científica.
En un acto celebrado con la colaboración de la "Plataforma Carne y Salud" en 2018, instaba a la industria cárnica a "pasar al ataque y remontar el partido"  frente a los defensores del veganismo y declaraba que "no hay un solo especialista en Nutrición o Endocrinología que defienda el veganismo, y si alguno lo hace es más por esnobismo que por razonamientos científicos".
En 2019 participó en el ‘VI Foro Internacional del Sector Porcino’, organizado por la Interprofesional del Porcino de Capa Blanca (INTERPORC) y celebrado en Madrid, donde explicó que el consumo de proteínas como la carne de cerdo es "imprescindible en la estructura y función orgánica del organismo y es clave no solo para la salud, también para el estado de ánimo, el rendimiento laboral e intelectual, la longevidad cerebral o la calidad de vida" y también que "un bocadillo de salchichón tiene probióticos y es una merienda extraordinaria en las proporciones adecuadas". Estas declaraciones chocaban de plano con el posicionamiento de muchas organizaciones de la salud, en especial la Organización Mundial de la Salud que emitió un comunicado sobre que la carne roja y procesada (como los embutidos) considerándola cancerígena tras revisar más de 700 estudios y con la participación de 22 expertos de 10 países.
En el 2020 también tuvo reacciones críticas un artículo en el que Escribano volvía a arremeter contra el veganismo haciendo valoraciones despectivas como que era una "moda esnob y peligrosa", "irresponsable" o que "faltaba al respeto a la biología". En ese mismo artículo Escribano calificaba de "mentira absoluta" las conclusiones científicas a las que la OMS había llegado acerca de la ingesta de carne. Divulgadores sobre nutrición comentaron esas afirmaciones y otras páginas sobre veganismo también analizaron al detalle su posicionamiento que vieron como desinformado y con posibles conflictos de intereses

## Publicaciones
Autor del libro "Aprende a comer y a controlar tu peso" de la editorial Espasa S.A. publicado en enero de 2015.
Autor del libro "Come bien, vive más y mejor" de la editorial Espasa S.A. publicado en enero de 2016.